# 우스트론

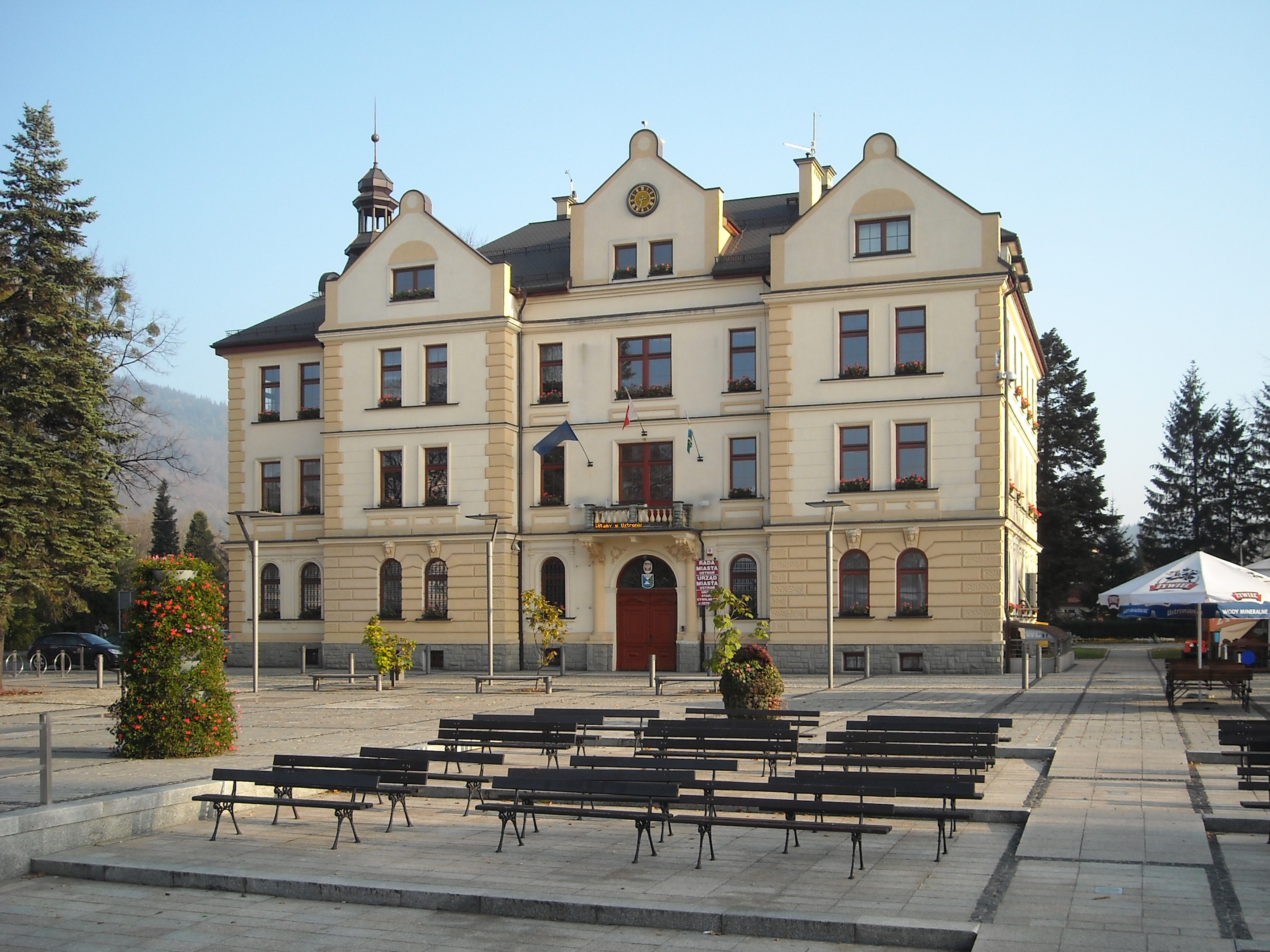
우스트론 시청

우스트론(폴란드어: Ustroń, 독일어: Ustron 우스트론[*])은 폴란드 남부 실롱스크주에 위치한 도시로 면적은 58.92km2, 인구는 15,414명(2007년 기준), 인구 밀도는 260명/km2이다.
1305년 브로츠와프 감독 관구의 문헌에 처음 등장했으며 1327년에는 보헤미아 왕국의 봉토가 되었다. 1526년부터는 합스부르크 군주국의 지배를 받았고 1772년에는 클레멘스(Klemens) 철강 공장이 들어섰다. 1897년에는 온천, 건강 휴양지로 전환되었으며 1920년에는 폴란드에 편입되었다. 1956년에 도시 지위를 부여받았고 1960년대부터는 호텔, 리조트 단지가 형성되었다.

시기
시 문장

## 자매 도시
- 체코 루하초비체
- 헝가리 허이두나나시
- 슬로바키아 피에슈탸니